# Bedros IV Sarajian
Bedros IV Sarajian (en arménien Պետրոս Դ Սարաճյան ; né en 1870, mort à Beyrouth le 28 septembre 1940) est un catholicos de la Grande Maison de Cilicie, à la tête du catholicossat du même nom, en 1940.
Auparavant archevêque et primat de l'Église apostolique arménienne à Chypre, il devient vicaire-général du catholicos Sahag II avant de lui succéder à sa mort.